# Curse of the Azure Bonds
Curse of the Azure Bonds (Проклятие лазурных оков) — это вторая часть тетралогии игр Gold Box по вселенной Dungeons & Dragons Forgotten Realms. Издано компанией Strategic Simulations, Inc. в 1989 году.
Игра является прямым продолжением предыдущей игры серии Pool of Radiance вплоть до возможности продолжения игры теми же персонажами.
Также издавался как модуль для настольной ролевой игры, которая как и компьютерная игра базируется на системе Advanced Dungeons & Dragons.
Существует роман Лазурные Оковы (Azure Bonds), который является первой книгой трилогии Путеводный камень (Finder’s Stone Trilogy). Фактически, игра является сиквелом серии.

## Предыстория
После победы над Тирантраксусом (Tyranthraxus), команда возвращается и попадает в засаду по пути. Члены группировки Новый Союз (New Alliance) наложили на команду проклятие, расположив на их руках пять лазурных татуировок, известных как печати или оковы, каждая из которых символизирует повелителя зла. Эти оковы позволяют хозяевам подавлять волю команды и подчинять её Новому Союзу. Команда обнаруживает эти оковы, когда приходит в себя в городе Тильвертон (Tilverton), лишённые всякого снаряжения.
Пять символов на руках выстроены в следующем порядке, если рассматривать сверху вниз:
- Символ Моандера: Рука со ртом в ладони.
- Символ Огненных Кинжалов: Нож, объятый пламенем.
- Символ Дракондроса: Обратная дуга с знаком, похожим на плюс. Этот символ подобен символу Эльминстера.
- Символ Тирантраксуса: Узор, перевёрнутое пламя со вписанной буквой «Т» руническим шрифтом.
- Символ Твердыни Зентил: Буква «Z» заключённая в круг, окружённый треугольником, направленным вниз.

Целью игры является победа над лордами и освобождения команды от проклятия, Включая встречу с известным служителем Бэйна (Bane), Тирантрксусом.

## Обзор сюжета
Задача команды — победить создателей пяти печатей и освободиться от проклятия. В течение игры команда встретится лицом к лицу с большой воровской группировкой, известной как Огненные Кинжалы, красным магом Дракондросом, жрицей Моандера Могион, священником Твердыни Зентил Фзоулом Чембрил, и в конце концов в Миф Дранноре с Тирантрксусом, принявшим форму Штормового Гиганта. По пути команда встретит некоторых персонажей романа «Лазурные Оковы», таких как Акбар Бель Акаш (Akbar Bel Akash), Алиас (Alias), Дрэгонбрайт (Dragonbait) и Олив Рускеттл (Olive Ruskettle).
Есть возможность редких побочных заданий, которые могут принести команде дополнительный опыт и, обычно, некоторые особые вещи.
Одержимость оковами может определить дружелюбность или враждебность некоторых персонажей в игре. Например, символ Зентил заставит жителей Хиллсфара считать команду враждебной и атаковать.

## Геймплей
Для игры в Curse of the Azure Bonds необходимо создать персонажей и сформировать команду. Геймплей абсолютно идентичен остальным играм серии. Персонажи могут импортированы из Pool of Radiance или Hillsfar.
Для детализации обратитесь к статье Геймплей Gold Box.

## Различия игр
Curse of the Azure Bonds можно рассматривать как развитие Pool of Radiance в лучшую сторону. В этой части появилось несколько удачных особенностей:
- Игра в основном происходит в Землях Долин (Dalelands). Глобальная карта позволяет игроку выбрать локацию и путешествовать автоматически, прерываясь только для случайных встреч.
- Многие города в этой игре настолько упрощены, что всего лишь дают меню ключевых мест, таких как гостиница или таверна.
- Вдобавок к классам Воин, Маг, Вор, Жрец, игрок также может выбрать Паладина или Рейнджера.
- В меню Лагеря появилась команда Fix. Она позволяет команде вылечиться очень быстро, если в команде есть жрец или паладин.
- Графика немного улучшилась, но по-прежнему осталась шестнадцатицветной.

Для MS-DOS существуют несколько версий игры:
| ОС     | Версия | Язык                        |
| ------ | ------ | --------------------------- |
| MS-DOS | 1.0    | Turbo Pascal 5.0            |
| MS-DOS | 1.1    | Turbo Pascal 5.0            |
| MS-DOS | 1.2    | Turbo Pascal 5.5 (exe-файл) |
| MS-DOS | 1.3    | Turbo Pascal 6.0 (exe-файл) |

## Прочее
- Алиас из романа — это женщина, изображённая на обложке романа. Такая же обложка использовалась в титульном экране игры.
- На этих картинках Алиас рыжая, но в игре она — блондинка.
- Акбар Бель Акаш в игре не совпадает в деталях с персонажем книги. В игре у него есть только одно заклинание третьего уровня — молния. В книге он также использовал ускорение и огненный шар.

## Создатели
- Игра создана: SSI Special Projects
- Руководитель проекта: Джордж МакДональд (George MacDonald)
- Программисты: Скот Байлес (Scot Bayless), Русс Браун (Russ Brown), Майкл Манкусо(Michael Mancuso)
- Разработка: Дэвид Шейли (David Shelley), Майкл Манкусо (Michael Mancuso), Оран Кангас (Oran Kangas)
- Художники: Том Вал (Tom Wahl), Фрэд Баттс (Fred Butts), Сьюзан Манли (Susan Manley), Марк Джонсон (Mark Johnson), Кайрус Люм (Cyrus Lum)
- Игровое тестирование: Джим Дженнингс (Jim Jennings), Джеймс Кьюцера (James Kucera), Рик Вайт (Rick White), Роберт Дэйли (Robert Daly)

## Роман
Основная статья: Лазурные Оковы
Роман называется Лазурные Оковы, Написан соавторами Джефф Грабб и Кейт Новак. История начинается с того, что Алиас просыпается в гостинице и обнаруживает набор лазурных, высокомагических печатей на своей руке и никак не может вспомнить их происхождение. Вскоре она понимает, что печати представляют различные силы зла и могут контролировать её разум, подчиняя воле хозяев. С помощью загадочного ящероподобного существа Дрэгонбрайта, южного мага Акбара Бель Акаш, полурослика «барда» Олив Рускеттл (роман был написан до того, как все расы получили возможность выбирать любой класс), она узнает много о создателях печатей и освобождается от них.